# Dives (genre)
Pour les articles homonymes, voir Dives.
Genre
Dives est un genre d'oiseaux de la famille des Icteridae.

## Liste des espèces
Selon le Congrès ornithologique international (ordre phylogénique) il comporte deux espèces :
- Dives dives (Deppe, 1830) — Quiscale chanteur
- Dives warczewiczi (Cabanis, 1861) — Quiscale buissonnier